# エルズミア伯爵
エルズミア伯爵（英: Earl of Ellesmere, [ɛlzmɪər], "Ells-mere"）は、イギリスの伯爵、貴族。連合王国貴族爵位。1846年にフランシス・エジャートンが叙されたことに始まり、1963年以降はサザーランド公爵の従属爵位となっている。

## 歴史

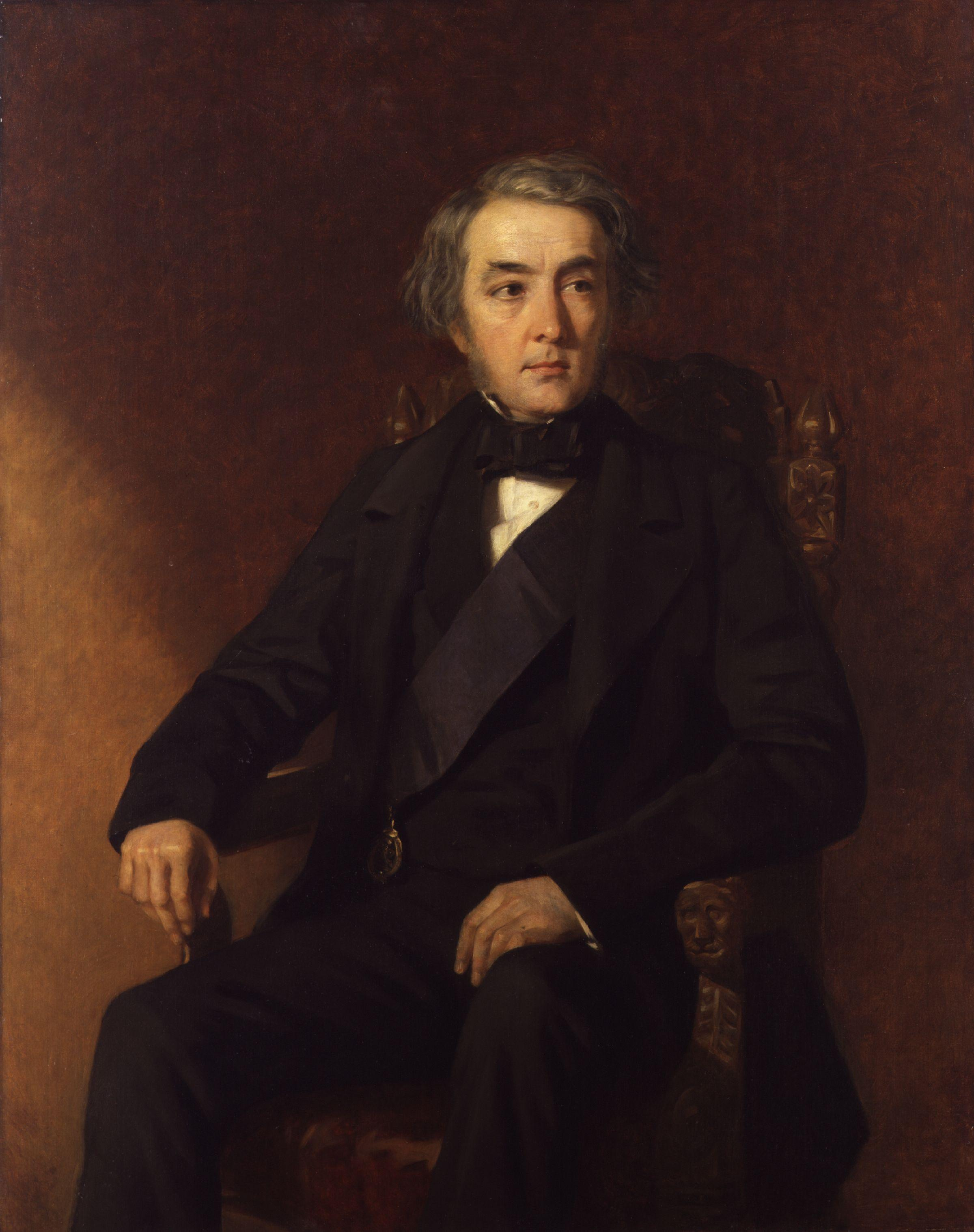
初代エルズミア伯爵フランシス・エジャートン

初代サザーランド公爵ジョージ・ルーソン＝ゴア (1800-1857) の三男であるフランシス・エジャートンはアイルランド担当大臣や戦時大臣を歴任したトーリー党の政治家である。彼は1846年7月6日に連合王国貴族としてエルズミア伯爵 (Earl of Ellesmere) およびノーサンプトン州ブラックリーのブラックリー子爵 (Viscount Brackley, of Brackley in the County of Northampton) に叙された。
彼の父である初代サザーランド公ジョージは、第3代ブリッジウォーター公爵フランシス・エジャートンの甥（姉の息子）にあたっており、「エジャートン」への改姓を条件に3代公の遺産相続人に指名されて、その遺産を相続した。
2代伯ジョージ (1823-1862) は襲爵前に、ノーススタフォードシャー選挙区選出の庶民院議員を務めている。
3代伯フランシス (1847-1914) は馬主兼政治家で、ランカスター州治安判事やランカシャー副統監を務めた。
その孫にあたる5代伯ジョン (1915-2000) は1963年に、本家筋にあたるルーソン＝ゴア家の男系断絶によりサザーランド公爵を継承したため、以後エルズミア伯爵はブラックリー子爵とともにサザーランド公位の従属称号となって現在に至っている。
→以降の歴史はサザーランド公爵を参照。

## エルズミア伯爵（1846年）
- 初代エルズミア伯爵フランシス・エジャートン（英語版） （1800–1857）
- 第2代エルズミア伯爵ジョージ・グランヴィル・フランシス・エジャートン （1823–1862）
- 第3代エルズミア伯爵フランシス・チャールズ・グランヴィル・エジャートン （1847–1914）
- 第4代エルズミア伯爵ジョン・フランシス・グランビル・スクループ・エジャートン（英語版） （1872-1944）
- 第5代エルズミア伯爵(第6代サザーランド公爵)ジョン・サザーランド・エジャートン（英語版） （1915–2000）（1963年にサザーランド公位を継承）

これ以降のエルズミア伯爵位承継者は、サザーランド公爵を参照。 